# 国际防止核战争医生组织
国际防止核战争医生组织（英語：International Physicians for the Prevention of Nuclear War，缩写IPPNW），又譯為國際醫生防止核戰聯盟，是一个由60多个国家医疗机构组成的国际组织。IPPNW致力于研究防止核战争的发生，并且鼓励销毁所有核武器。1980年代中期，IPPNW约有145,000位成员，直到1990年代前期约有200,000位成员，组织的总部位在美国马萨诸塞州波士頓剑桥。
IPPNW成立于1980年12月，创建人为哈佛公共健康学院心脏病学家Bernard Lown医生和苏联心脏病学院的叶夫根尼·恰佐夫医生。他们对核战争的医疗和环境的危险发布了《对人类的医疗警告》(Medical Warning to Humanity)。兩人发行了书籍，并在专业期刊及大众媒体发表文章。IPPNW于1984年获得联合国教科文组织和平教育奖，于1985年获頒诺贝尔和平奖。